# Давыдово (Свердловский район)
Давыдово — деревня в Свердловском районе Орловской области. Входит в Яковлевское сельское поселение.

## Название
Давыдова, Давыдовка, Петровское, Покровское, Семичастное.

## География
Деревня расположена на берегу реки Оптуха.
Уличная сеть представлена двумя объектами: Луговая улица и Молодёжная улица.
Географическое положение: в 11 километрах от районного центра — посёлка городского типа Змиёвка, в 29 километрах от областного центра — города Орёл и в 343 километрах от столицы — Москвы.

## История
До 1924 года Богородицкая вол., стан 2, Мценский уезд.
В 1926 году Орловский уезд, Никольский с/с.
В 1939 году Ново-Петровский с/с.
До 31.12.1966 года Еропкинский с/с.
С 31.12.1966 года Яковлевский с/с.

## Население
| 2010 |
| ---- |
| 68   |